# Hopedale (Canada)
Hopedale (in lingua inuit: Agvituk) è un villaggio del Canada, situato nella provincia di Terranova e Labrador, nel territorio di Nunatsiavut.